# Diari del Poble (1936)
Diari del Poble va ser una publicació d'informació diària en català editada a Igualada l'any 1936. L'editava el Comitè Local Antifeixista. La redacció i l'administració eren a la rambla de Francesc Pi i Margall, núm. 41. (avui, Sant Isidre). S'imprimia a la «impremta confiscada» a Nicolau Poncell, «amb el mateix format i nombre de pàgines que l'anterior Diari d'Igualada»: quatre pàgines, a quatre columnes i un format de 44 x 32 cm. Les lletres de la capçalera eren de color vermell. El primer número va sortir el 7 de setembre de 1936 i l'últim, el 25, el 5 d'octubre del mateix any.

## Continguts
A l'article de presentació deien que el diari venia a «endegar els anhels populars que volen enderrocar les privilegiades castes clericals, capitalistes i del militarisme pretorià ... En aquesta lluita antifeixista, el Diari del Poble ve a servir els interessos de tots els partits i per a orientar l'opinió que treballa a la rereguarda per consolidar la gran victòria que s'aproxima».
Era un diari de temps de guerra amb notícies del front i informació de la situació d'Igualada i també de Barcelona, Madrid i l'estranger. Publicava notes oficials signades pel Comitè Antifeixista sobre aspectes com la circulació, el transport, la previsió, la tinença d'armes, els proveïments, l'hospital, etc. També publicava algun article més general i, fins i tot, alguna poesia.
Van publicar una «Llista de carrers nous» amb dues columnes encapçalades per «abans» i «ara» i una nota al peu que deia: «Avís important.- Tots els comerciants, industrials i particulars venen obligats a rectificar llurs membrets, targes, etc., d'acord amb la nova nomenclatura de carrers i places, ja sigui per mitjà d'un segell de goma o fent-ho esmenar per l'impremta. Tots els membrets, targes, etc., que apareguin sense rectificar a partir del dia primer d'octubre vinent seran denunciats i castigats llurs propietaris».
«El dia 17 de setembre es va consumar la gran tragèdia de l'occiment de 18 honorables igualadins a les portes del cementiri de la Pobla de Claramunt. El diari no en feu esment ni aquell dia ni en cap altre. Aquella vergonya ciutadana calia ofegar-la amb la llosa d'un silenci hermètic».
«El Diari del Poble es publicà per darrera vegada el 5 d'octubre i amb ell acabà un cert fair play entre les organitzacions; a les seves planes es defensaren les idees més diverses i tingué el seu punt àlgid arran de la polèmica sobre les matances; aquesta, possiblement, també fou la causa de la seva desaparició».

## Localització
- Biblioteca Central d'Igualada. Plaça de Cal Font. Igualada (col·lecció completa i relligada).